# Koněspřežná dráha

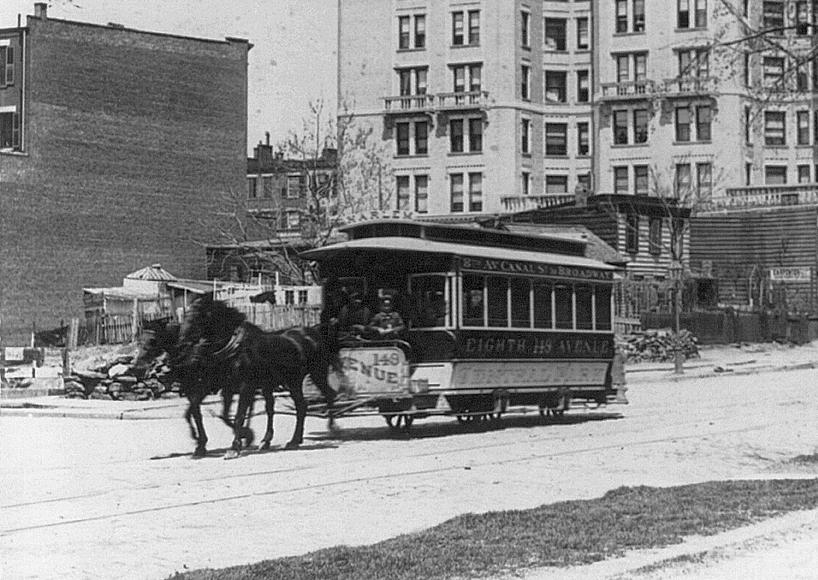
Koněspřežná tramvaj v New Yorku

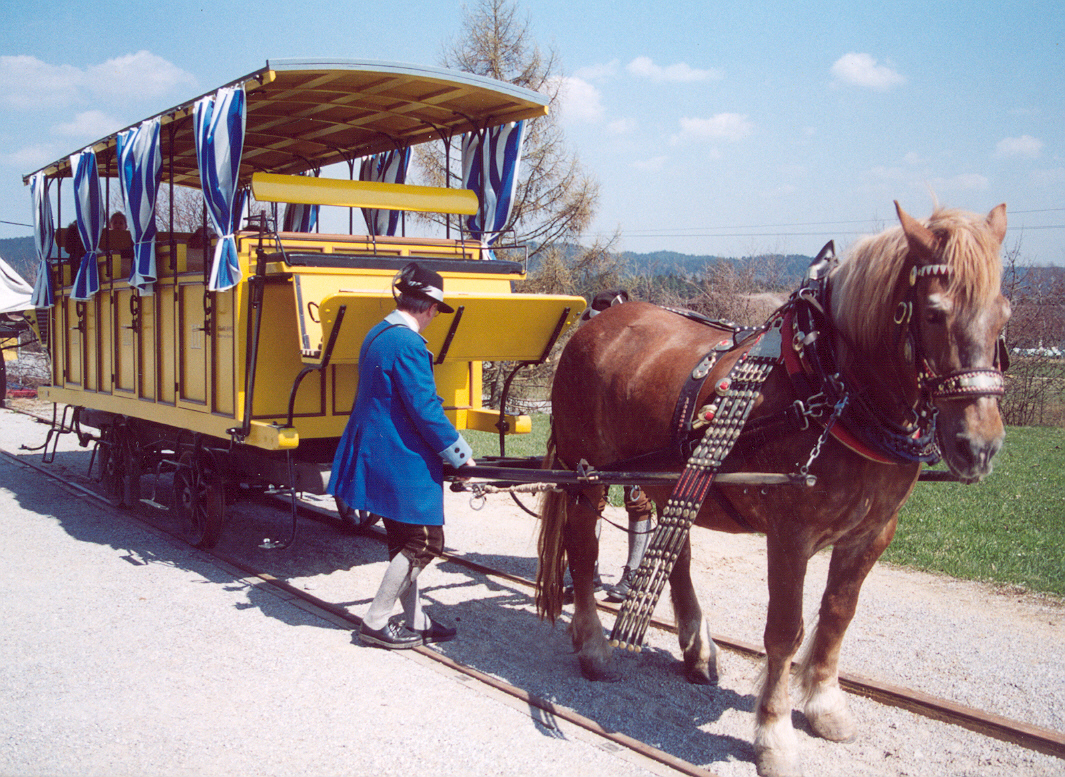
Rekonstruovaný vůz linecko-budějovické dráhy na obnoveném několikasetmetrovém úseku v Rakousku

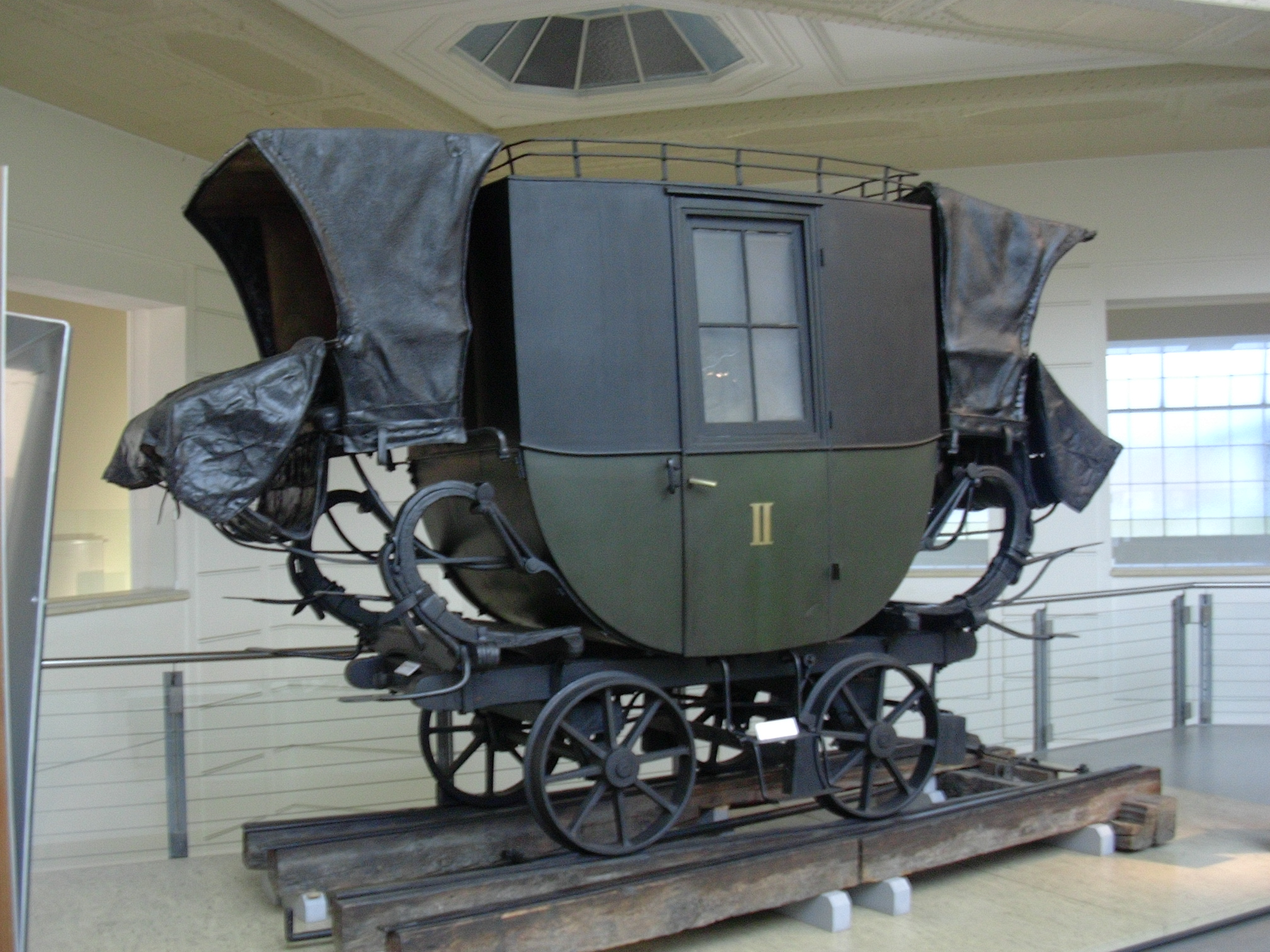
Hannibal – vůz linecko-budějovické koněspřežné dráhy

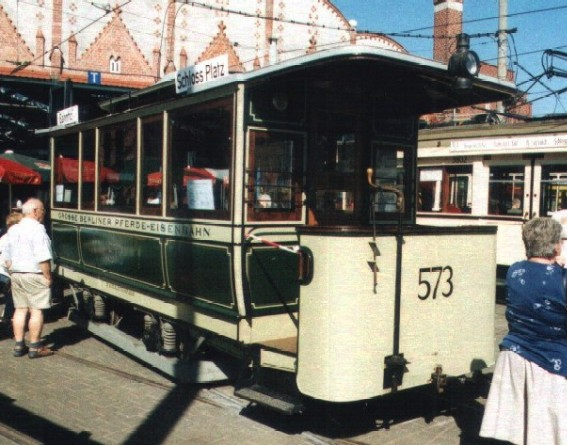
Vůz koněspřežné dráhy v Berlíně (typ Metropol)

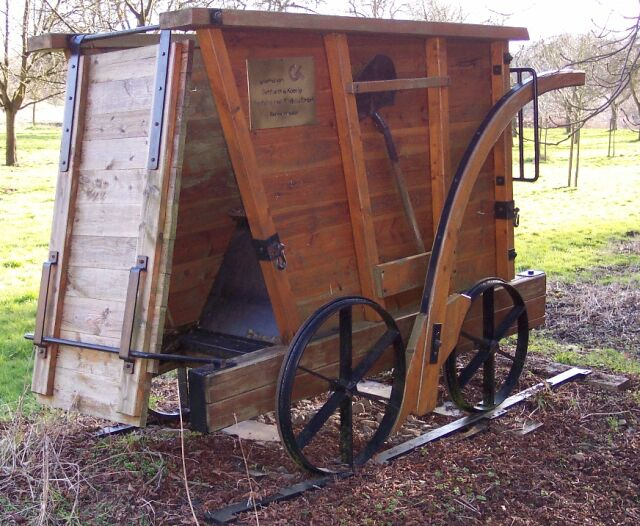
Vůz pro transport uhlí

Koněspřežná dráha (koňka) byla předchůdcem dnešních železnic a elektrických tramvají. Jednalo se o vozy tažené po lehkém železničním svršku koňským potahem. Byly budovány počátkem 19. století po celém světě. Na českém a rakouském území byla takto vybudována v roce 1825 dráha České Budějovice–Linec, první veřejná železnice na evropském kontinentě. Na území tehdejší rakouské monarchie v té době existovalo již několik soukromých koněspřežek – ve Štýrském Hradci byla koněspřežná dráha pro dopravu rudy postavena už v roce 1810. Další významnou koněspřežní železnicí na českém území byla pražsko–lánská dráha, zprovozněná v úseku Dejvice–Kladno roku 1830.

## Charakteristika
Hlavní myšlenkou bylo snížení dopravních nákladů. Díky snížení valivého odporu (železné kolo - železná kolejnice) byl kůň schopen utáhnout mnohanásobně těžší náklad, než na formanském voze.

## Historie
Éra koněspřežných drah ale trvala jen krátce a ještě v první polovině 19. století byly vytlačeny parostrojní železnicí.
V městské dopravě se koněspřežné tramvaje uplatnily v druhé polovině 19. století, nahrazeny byly parními a později (na přelomu 19. a 20. století) tramvajemi elektrickými.

## Železniční koněspřežné dráhy

### Česko
- Koněspřežná dráha České Budějovice – Linec (provoz: 1825–1872)
- Koněspřežná dráha Praha – Lány (provoz: 1830–1873)

## Tramvajové koněspřežky

### Česko
- koněspřežná tramvaj v Brně (provoz: 1869–1874, 1876–1880)
- koněspřežná tramvaj v Praze (provoz: 1875–1905; poslední trať vedla přes Karlův most)
- koněspřežná tramvaj v Bohumíně (provoz: 1902–1903)

### Slovensko
- koněspřežná tramvaj v Košicích (provoz: 1891–1914)